# Capitoli di Fate/kaleid liner Prisma Illya
Questa è la lista dei capitoli di Fate/kaleid liner Prisma Illya, manga scritto e illustrato da Hiroshi Hiroyama e serializzato dal 26 settembre 2007 al 26 novembre 2008 sulla rivista Comp Ace edita da Kadokawa Shoten. I capitoli sono stati raccolti in 2 volumi tankōbon pubblicati rispettivamente il 24 aprile e il 24 dicembre 2008. Una serie sequel intitolata Fate/kaleid liner Prisma Illya 2wei! (Fate/kaleid liner プリズマ☆イリヤ ツヴァイ！?) è stata serializzata dal 26 aprile 2009 al 26 marzo 2012 sempre sulla medesima testata. I capitoli sono stati raccolti in 5 volumi tankōbon pubblicati dal 22 dicembre 2009 al 22 marzo 2012. Una terza serie manga intitolata Fate/kaleid liner Prisma Illya 3rei!! (Fate/kaleid liner プリズマ☆イリヤ ドライ！！?) ha iniziato la serializzazione il 26 maggio 2012 ed è tuttora in corso. I capitoli vengono raccolti in formato tankōbon; il primo volume è uscito il 17 novembre 2012 mentre l'ultimo, il tredicesimo, il 24 giugno 2022. Nel 2010 è stato serializzato un capitolo speciale su Comp Ace per celebrare il quinto anniversario della rivista, il quale è un crossover tra Prisma Illya e Mahō shōjo Lyrical Nanoha.

## Fate/kaleid liner Prisma Illya
| Nº | Titolo italiano Giapponese 「Kanji」 - Rōmaji | Data di prima pubblicazione             | Data di prima pubblicazione |
| Nº | Titolo italiano Giapponese 「Kanji」 - Rōmaji | Giapponese                              |                             |
| 1  | Fate/kaleid liner Prisma Illya 1 「Fate/kaleid liner プリズマ☆イリヤ (1)」 - Fate/kaleid liner Purizuma ☆ Iriya (1) | 24 aprile 2008 ISBN 978-4-04-715048-5   |                             |
| 1  | Capitoli (traduzioni letterali dei titoli) - 1. Nascita! Ragazza magica! (誕生！魔法少女！?, Tanjō! Mahō shōjo!) - 2. Chi? (誰？?, Dare?) - 3. Girl Meets Girl (ガール ミーツ ガール?, Gāru Mītsu Gāru) - 4. Sconfitta (負けました?, Makemashita) - 5. Rivincita, e (再戦、そして?, Saisen, soshite) |                                         |                             |
| 2  | Fate/kaleid liner Prisma Illya 2 「Fate/kaleid liner プリズマ☆イリヤ (2)」 - Fate/kaleid liner Purizuma ☆ Iriya (2) | 24 dicembre 2008 ISBN 978-4-04-715142-0 |                             |
| 2  | Capitoli (traduzioni letterali dei titoli) - 6. Due scelte...? (選択肢は2つ…??, Sentakushi wa futatsu…?) - 7. Potere reale, potere assoluto (本物の力、絶対の力?, Hontō no chikara, zettai no chikara) - 8. Un vuoto e la fine della notte (空白 夜の終わり?, Kūhaku yoru no owari) - 9. Una pausa (一回休み?, Ikkai yasumi) - 10. Vittoria e fuga (勝利と逃走?, Shōri to tōsō) - 11. Tornare ad essere una ragazza normale (普通の女の子に戻ります?, Futsū no onna no ko ni modorimasu) - 12. Finisce qui (ここで終わらせる?, Koko de owaraseru) - 13. Kaleidoscope (Kaleidoscope?) - 14. Epilogue (エピローグ?, Epirōgu) |                                         |                             |

## Fate/kaleid liner Prisma Illya 2wei!
| Nº | Titolo italiano Giapponese 「Kanji」 - Rōmaji | Data di prima pubblicazione             | Data di prima pubblicazione |
| Nº | Titolo italiano Giapponese 「Kanji」 - Rōmaji | Giapponese                              |                             |
| 1  | Fate/kaleid liner Prisma ☆ Illya 2wei! 1 「Fate/kaleid liner プリズマ☆イリヤ ツヴァイ! (1)」 - Fate/kaleid liner Purizuma ☆ Iriya Tsuvai! (1) | 22 dicembre 2009 ISBN 978-4-04-715350-9 |                             |
| 1  | Capitoli (traduzioni letterali dei titoli) - 1. Illya grow up!? (イリヤ grow up!??, Iriya grow up!?) - 2. Illya x Ilya (イリヤ×イリヤ?, Iriya × Iriya) - 3. Cattura la nera (黒いアイツを捕まえろ?, Kuroi aitsu wo tsukamaero) - 4. Brother Shock (ブラザー・ショック?, Burazā Shokku) - 5. Il Breaker della vita di ogni giorno (日常ブレイカー?, Nichijō Bureikā) - Extra 1. Le loro situazioni (彼女たちの事情?, Kanojo-tachi no jijō) - Extra 2. La notte della ragazza magica (魔法少女の夜?, Mahō shōjo no yoru) - Extra 3. Le loro situazioni 2 (彼女たちの事情2?, Kanojo-tachi no jijō Tsū)                                                                                                 |                                         |                             |
| 2  | Fate/kaleid liner Prisma ☆ Illya 2wei! 2 「Fate/kaleid liner プリズマ☆イリヤ ツヴァイ! (2)」 - Fate/kaleid liner Purizuma ☆ Iriya Tsuvai! (2) | 21 luglio 2010 ISBN 978-4-04-715486-5   |                             |
| 2  | Capitoli (traduzioni letterali dei titoli) - 6. La tempestosa studentessa trasferita (嵐の転校生?, Arashi no tenkōsei) - 7. Tornare al punto di partenza (ふりだしに戻る?, Furidashi ni modoru) - 8. Questo, significa (それは、つまり?, Sore wa, tsumari) - 9. Bugiarda (嘘つき?, Usotsuki) - 10. L'altro lato delle bugie e del coraggio (嘘と強がりの向こう側?, Uso to tsuyogari no mukō gawa) - Extra 4. La professoressa Karen non si smuove (華憐先生は動かない?, Karen-sensei wa ugokanai) - Speciale. Mahō shōjo Lyrical Nanoha × Fate/kaleid liner Prisma☆Illya (魔法少女リリカルなのは×Fate/kaleid liner プリズマ☆イリヤ?, Mahō shōjo Ririkaru Nanoha × Fate/kaleid liner Purizuma Iriya) |                                         |                             |
| 3  | Fate/kaleid liner Prisma ☆ Illya 2wei! 3 「Fate/kaleid liner プリズマ☆イリヤ ツヴァイ! (3)」 - Fate/kaleid liner Purizuma ☆ Iriya Tsuvai! (3) | 21 gennaio 2011 ISBN 978-4-04-715619-7  |                             |
| 3  | Capitoli (traduzioni letterali dei titoli) - 11. La flessibile sorella maggiore (フレキシブルお姉ちゃん?, Furekisiburu onēchan) - 12. Scontro! Cookin' Sisters (激突！クッキン'シスターズ?, Gekitotsu! Kukkin Shisutāzu) - 13. Il suo nome è... (彼女の名は?, Kanojo no na wa) - 14. Combattendo in solitaria (独りの戦い?, Hitori no tatakai) - 15. Qualcosa che ferisce prima che arrivi (後より出でて先に断つもの?, Ato yori de dete sakini tatsu mono) - 16. Ciò che quelle mani proteggono (その手が守ったものは?, Sono te ga mamotta mono wa) - Interlude (Interlude?) |                                         |                             |
| 4  | Fate/kaleid liner Prisma ☆ Illya 2wei! 4 「Fate/kaleid liner プリズマ☆イリヤ ツヴァイ! (4)」 - Fate/kaleid liner Purizuma ☆ Iriya Tsuvai! (4) | 6 ottobre 2011 ISBN 978-4-04-715799-6   |                             |
| 4  | Capitoli (traduzioni letterali dei titoli) - 17. Non mi piace perché sembra uno specchio (鏡にしてるみたいでイヤなんだけど?, Kagami ni shiteru mitai de iya nandakedo) - 18. Tricolor Birthday (prima parte) (トリコロール・バースデー(前編)?, Torikorōru Bāsudē (zenpen)) - 19. Tricolor Birthday (seconda parte) (トリコロール・バースデー(後編)?, Torikorōru Bāsudē (kōhen)) - 20. Blue glass moon (Blue glass moon?) - 21. Broken Phantasm (壊れた幻想?, Burōkun Fantazumu) - 22. Esecutore (執行者?, Shikkōsha) - Extra 5. Kilo Battle (キロバトル?, Kiro Batoru) |                                         |                             |
| 5  | Fate/kaleid liner Prisma ☆ Illya 2wei! 5 「Fate/kaleid liner プリズマ☆イリヤ ツヴァイ! (5)」 - Fate/kaleid liner Purizuma ☆ Iriya Tsuvai! (5) | 22 marzo 2012 ISBN 978-4-04-120158-9    |                             |
| 5  | Capitoli (traduzioni letterali dei titoli) - 23. Osservatrice (監視者?, Kanshi-sha) - 24. Qualcosa che si trova nelle profondità (地下のその地下にあるモノ?, Chika no sono chika ni aru mono) - 25. Ragazzo d'oro (金色の少年?, Kin'iro no shōnen) - 26. Il destino nero (黒色の運命?, Kuroiro no unmei) - Capitolo finale. Il tuo nome in un angolo del mondo (世界の片隅で君の名を?, Sekai no katasumi de kimi no na o) |                                         |                             |

## Fate/kaleid liner Prisma Illya 3rei!
| Nº | Titolo italiano Giapponese 「Kanji」 - Rōmaji | Data di prima pubblicazione | Data di prima pubblicazione |
| Nº | Titolo italiano Giapponese 「Kanji」 - Rōmaji | Giapponese |                             |
| 1  | Fate/kaleid liner Prisma ☆ Illya 3rei!! 1 「Fate/kaleid liner プリズマ☆イリヤ ドライ!! (1)」 - Fate/kaleid liner Purizuma ☆ Iriya dorai!! (1) | 17 novembre 2012 ISBN 978-4-04-120500-6                                                                                                 |                             |
| 1  | Capitoli (traduzioni letterali dei titoli) - 1. Una città rivestita d'argento (銀色に沈む街?, Gin'iro ni shizumu machi) - 2. Incontri e riunioni (邂逅と再開?, Kaigō to saikai) - 3. Verso il portale della verità (真実の入口へ?, Shinjitu no iriguchi e) - 4. In questi momenti, le persone (そんな時、人は?, Sonna toki, hito wa) - 5. Un vertice (ひとつの頂点?, Hitotsu no chōten) - Extra 6. Girl's Homework (Girl's Homework?) | |                             |
| 2  | Fate/kaleid liner Prisma ☆ Illya 3rei!! 2 「Fate/kaleid liner プリズマ☆イリヤ ドライ!! (2)」 - Fate/kaleid liner Purizuma ☆ Iriya dorai!! (2) | 22 giugno 2013 ISBN 978-4-04-120747-5                                                                                                   |                             |
| 2  | Capitoli (traduzioni letterali dei titoli) - 6. Il tuo vero nemico (君の本当の敵?, Kimi no hontō no teki) - 7. La città di polvere di stelle (星屑の町?, Hoshikuzu no machi) - 8. Alla mia sorellina codarda (弱虫の妹へ?, Yowamushi no imōto e) - 9. Il cuore di una meraviglia (不思議さんの御心は?, Fushigi-san no okokoro wa) - 10. L'attacco di Little Lady (リトルレディ、襲来?, Ritoru Redi, shūrai) - Extra 7. Da Mimi (ミミんち?, Mimi n nchi) - Extra 8. Da Suzuka (スズカんち?, Suzuka n chi)                                                       | |                             |
| 3  | Fate/kaleid liner Prisma ☆ Illya 3rei!! 3 「Fate/kaleid liner プリズマ☆イリヤ ドライ!! (3)」 - Fate/kaleid liner Purizuma ☆ Iriya dorai!! (3) | 24 luglio 2013 ISBN 978-4-04-120802-1                                                                                                   |                             |
| 3  | Capitoli (traduzioni letterali dei titoli) - 11. Gelida ostilità (凍てつく敵意?, Itetsuku tekii) - 12. Pioggia e ignoranza (雨と無知?, Ame to muchi) - 13. Bambole e animali di peluche (人形とぬいぐるみ?, Ningyō to nuigurumi) - 14. La stanza della signorina (乙女ルーム?, Otome Rūmu) - Extra 9. Le loro situazioni 3 (彼女たちの事情3?, Kanojo-tachi no jijō Surī) - Extra 10. Le loro situazioni 4 (彼女たちの事情4?, Kanojo-tachi no jijō Fō) - Extra 11. La vita è breve, i vizi della signorina (命短し腐れよ乙女?, Inochi mijikashi kusareyo otome) | |                             |
| 4  | Fate/kaleid liner Prisma ☆ Illya 3rei!! 4 「Fate/kaleid liner プリズマ☆イリヤ ドライ!! (4)」 - Fate/kaleid liner Purizuma ☆ Iriya dorai!! (4) | 26 marzo 2014 ISBN 978-4-04-121022-2 |                             |
| 4  | Capitoli (traduzioni letterali dei titoli) - 15. Illy-kuma consiglia (すすめイリックマ?, Susume Iri-kuma) - 16. Persone e strumenti (人と道具?, Hito to dōgu) - 17. L'eternità che ho visto prima (先に見えた永遠?, Saki ni mieta eien) - 18. La penultima verità (最後から二つ目の真実?, Saigo kara futatsume no shinjitsu) - 19. La scelta di Illya (イリヤの選択?, Iriya no sentaku) - Extra 12. Ragazze, abbiate uno spirito combattivo (乙女よ闘志を抱け?, Otome yo tōshi wo idake)                                                                       | |                             |
| 5  | Fate/kaleid liner Prisma ☆ Illya 3rei!! 5 「Fate/kaleid liner プリズマ☆イリヤ ドライ!! (5)」 - Fate/kaleid liner Purizuma ☆ Iriya dorai!! (5) | 25 ottobre 2014 ISBN 978-4-04-102122-4                                                                                                  |                             |
| 5  | Capitoli (traduzioni letterali dei titoli) - 20. Con la principessa (姫の元へ?, Hime no moto e) - 21. Il castello scomparso e miti infiniti (消える城と終わらぬ神話?, Kieru Shirō to owaranu shinwa) - 22. La mano che prende e la mano che protegge (奪う手と、守る手と?, Ubau te to, mamoru te to) - 23. Non sei sola (独りじゃない?, Hitori janai) - Extra 13. Ragazze, abbiate uno spirito combattivo 2 (乙女よ闘志を抱け2?, Otome yo tōshi wo idake Tsū)                                                                                                  | |                             |
| 6  | Fate/kaleid liner Prisma ☆ Illya 3rei!! 6 「Fate/kaleid liner プリズマ☆イリヤ ドライ!! (6)」 - Fate/kaleid liner Purizuma ☆ Iriya dorai!! (6) | 10 agosto 2015 (ed. regolare) 25 luglio 2015 (ed. limitata) ISBN 978-4-04-102123-1 (ed. regolare) ISBN 978-4-04-102198-9 (ed. limitata) |                             |
| 6  | Capitoli (traduzioni letterali dei titoli) - 24. La bambola rotta (壊れた人形?, Kowareta ningyō) - 25. Domanda e risposta d'oro (金色問答?, Kin'iro toitō) - 26. Volontà di fuoco (火の意思?, Hi no ishi) - 27. Accade un miracolo (繋いだ奇跡?, Tsunaida kiseki) - 28. La casa dei fratelli (兄弟の家?, Kyōdai no ie) - Extra 14. Ragazze, abbiate uno spirito combattivo 3 (乙女よ闘志を抱け3?, Otome yo tōshi wo idake Surī) | |                             |
| 7  | Fate/kaleid liner Prisma ☆ Illya 3rei!! 7 「Fate/kaleid liner プリズマ☆イリヤ ドライ!! (7)」 - Fate/kaleid liner Purizuma ☆ Iriya dorai!! (7) | 26 marzo 2016 ISBN 978-4-04-104084-3 |                             |
| 7  | Capitoli (traduzioni letterali dei titoli) - 29. La figlia di Dio (神の子?, Kami no ko) - 30. I desideri di una stella (星に願いを?, Hoshi ni negai o) - 31. Proprio in questi giorni (ただそんな日々が?, Tada son'na hibi ga) - 32. Bugia (嘘?, Uso) - 33. Il grido del contenitore (叫んだ抜け殻?, Sakenda nukegara) - 34. L'unico impostore rimasto alla fine (最後に残った、たった一つの偽者?, Saigo ni nokotta, tatta hitotsu no nisemono) | |                             |
| 8  | Fate/kaleid liner Prisma ☆ Illya 3rei!! 8 「Fate/kaleid liner プリズマ☆イリヤ ドライ!! (8)」 - Fate/kaleid liner Purizuma ☆ Iriya dorai!! (8) | 26 novembre 2016 ISBN 978-4-04-104688-3                                                                                                 |                             |
| 8  | Capitoli (traduzioni letterali dei titoli) - 35. Il giuramento sotto la neve (雪下の誓い?, Sekka no chikai) - 36. Lo spadaccino dell'anima perduta (亡魂の剣士?, Bōkon no kenshi) - 37. Di fratello, in sorella (兄から、妹へ?, Ani kara, imōto e) - 38. La volontà della spada (剣の遺志?, Tsurugi no ishi) - 39. Grazie, addio (ありがとう、さようなら?, Arigatō, sayōnara) - 40. Cosa c'è sotto (その裏にあるもの?, Sono ura ni aru mono) | |                             |
| 9  | Fate/kaleid liner Prisma ☆ Illya 3rei!! 9 「Fate/kaleid liner プリズマ☆イリヤ ドライ!! (9)」 - Fate/kaleid liner Purizuma ☆ Iriya dorai!! (9) | 25 agosto 2017 ISBN 978-4-04-106004-9                                                                                                   |                             |
| 9  | Capitoli (traduzioni letterali dei titoli) - 41. Battaglia decisiva? Il castello di Chloe!! (決戦？クロエ城！！?, Kessen? Kuroe jō!!) - 42. Cross Change (クロスチェンジ?, Kurosu Chenji) - 43. Discorso segreto (密談?, Mitsudan) - 44. Una verità sconveniente (不具合な真実?, Fuguai na shinjitsu) - 45. Il falso cielo (偽りの空?, Itsuwari no sora) - 46. Mostro (怪物?, Kaibutsu) | |                             |
| 10 | Fate/kaleid liner Prisma ☆ Illya 3rei!! 10 「Fate/kaleid liner プリズマ☆イリヤ ドライ!! (10)」 - Fate/kaleid liner Purizuma ☆ Iriya dorai!! (10) | 26 luglio 2018 ISBN 978-4-04-106005-6 (ed. regolare) ISBN 978-4-04-107282-0 (ed. limitata)                                              |                             |
| 10 | Capitoli (traduzioni letterali dei titoli) - 47. I Berserker (狂戦士たち?, Kyōsenshi-tachi) - 48. Nel profondo della follia (狂気の底?, Kyōki no soko) - 49. Per Illya (イリヤなら?, Iriya nara) - 50. Il ricordo di lei (彼女の思い出?, Kanojo no omoide) - 51. Ai bambini che vanno oltre la fine (黄昏の先を行く子らへ?, Owari no saki o iku kora e) | |                             |
| 11 | Fate/kaleid liner Prisma ☆ Illya 3rei!! 11 「Fate/kaleid liner プリズマ☆イリヤ ドライ!! (11)」 - Fate/kaleid liner Purizuma ☆ Iriya dorai!! (11) | 26 maggio 2020 ISBN 978-4-04-108771-8                                                                                                   |                             |
| 11 | Capitoli (traduzioni letterali dei titoli) - 52. Raccontami la tua storia (あなたの話を聞かせて?, Anata no hanashi o kikasete) - 53. La menzogna del ragazzo e della ragazza (少年と少女の嘘?, Shōnen to shōjo no uso) - 54. La ragazza senza nome (名前の無い少女?, Namae no nai shōjo) - 55. Luce (光?, Hikari) - 56. Le spine inevitabili (抜けない棘?, Nukenai toge) | |                             |
| 12 | Fate/kaleid liner Prisma ☆ Illya 3rei!! 12 「Fate/kaleid liner プリズマ☆イリヤ ドライ!! (12)」 - Fate/kaleid liner Purizuma ☆ Iriya dorai!! (12) | 26 maggio 2021 ISBN 978-4-04-111490-2                                                                                                   |                             |
| 12 | Capitoli (traduzioni letterali dei titoli) - 57. La fine di una storia (ある物語の結末?, Aru monogatari no ketsumatsu) - 58. Il buco del mondo (世界の孔?, Sekai no kō) - 59. Come una sorella maggiore (姉として?, Ane toshite) - 60. La fine di un mondo (ある世界の終着?, Aru sekai no shūchaku) - 61. Un luogo in cui tornare un giorno (いつか帰る場所?, Itsuka kaeru basho) - 62. L'ultima vita (最後の生命?, Saigo no inochi) | |                             |
| 13 | Fate/kaleid liner Prisma ☆ Illya 3rei!! 13 「Fate/kaleid liner プリズマ☆イリヤ ドライ!! (13)」 - Fate/kaleid liner Purizuma ☆ Iriya dorai!! (13) | 24 giugno 2022 ISBN 978-4-04-112514-4 (ed. regolare) ISBN 978-4-04-112513-7 (ed. limitata)                                              |                             |
| 13 | Capitoli (traduzioni letterali dei titoli) - 63. Ricordi della vita di una stella (星命の記録?, Seimei no kiroku) - 64. La luce nel buio (暗闇を照らす灯り?, Kurayami o terasu akari) - 65. Il senso tattile delle stelle (星の触覚よ?, Hoshi no shokkaku yo) - 66. Le stelle che illuminano le mie spalle (背中を照らす星々?, Senaka o terasu shinshin) - 67. Chi? (誰か?, Dareka) - 68. Le stelle sono nel cielo (星は空にある?, Hoshi wa sora ni aru) - Interlude (Interlude?)                                                                              | |                             |
| 14 | Fate/kaleid liner Prisma ☆ Illya 3rei!! 14 「Fate/kaleid liner プリズマ☆イリヤ ドライ!! (14)」 - Fate/kaleid liner Purizuma ☆ Iriya dorai!! (14) | 25 giugno 2024 ISBN 978-4-04-113791-8                                                                                                   |                             |
| 14 | Capitoli (traduzioni letterali dei titoli) - 69. Il mio unico senpai gentile (わたしだけの優しい先輩?, Watashi dake no yasashī senpai) - 70. Disconnessione e connessione (断絶と接?, Danzetsu to setsu) - 71. Il suo nome (その名?, Sono na) - 72. Il divario (その間隙?, Sono kangeki) - 73. Con quell'altalena (その一振りで?, Sono ichi furi de) | |                             |

### Capitoli non ancora in formatotankōbon
Questa lista è suscettibile di variazioni e potrebbe essere incompleta o non aggiornata.

- 72.5. Vieni, custode della bilancia (来たれ、天秤の守り手よ跡?, Kitare, tenbin no mamori-te yo ato)
- 73.5 Colpi di arma da fuoco (砲射?, Kohenho-iru)
- interlude (interlude?)
- 74. Ciò che sono (これが俺だ?, Kore ga oreda)
- 75. Dentro e fuori (内と外?, Uchi to soto)
- 75.5. Chi sono? (わたしは誰？?, Watashi wa dare?)
- 76. Stelle gemelle (双つ星?, Sōtsu hoshi)